# Yücel Candemir
Yücel Candemir (* 3. April 1995 in Oğuzeli) ist ein türkischer Fußballspieler.

## Karriere
Candemir begann mit dem Vereinsfußball in der Jugend von Gaziantep Büyükşehir Belediyespor und spielte hier sechs Spielzeiten lang ausschließlich für die Jugend- bzw. später für die Reservemannschaft. Er erhielt zwar im Sommer 2013 diesem Verein einen Profivertrag, spielte aber eine Spielzeit weiterhin für die Reservemannschaft. Ab Dezember 2014 wurde er auch in Pokal- und Ligaspielen der Profimannschaft eingesetzt.
Für die Rückrunde der Saison 2015/16 lieh ihn sein Verein an den Drittligisten Aydınspor 1923 aus.